# Southerndown

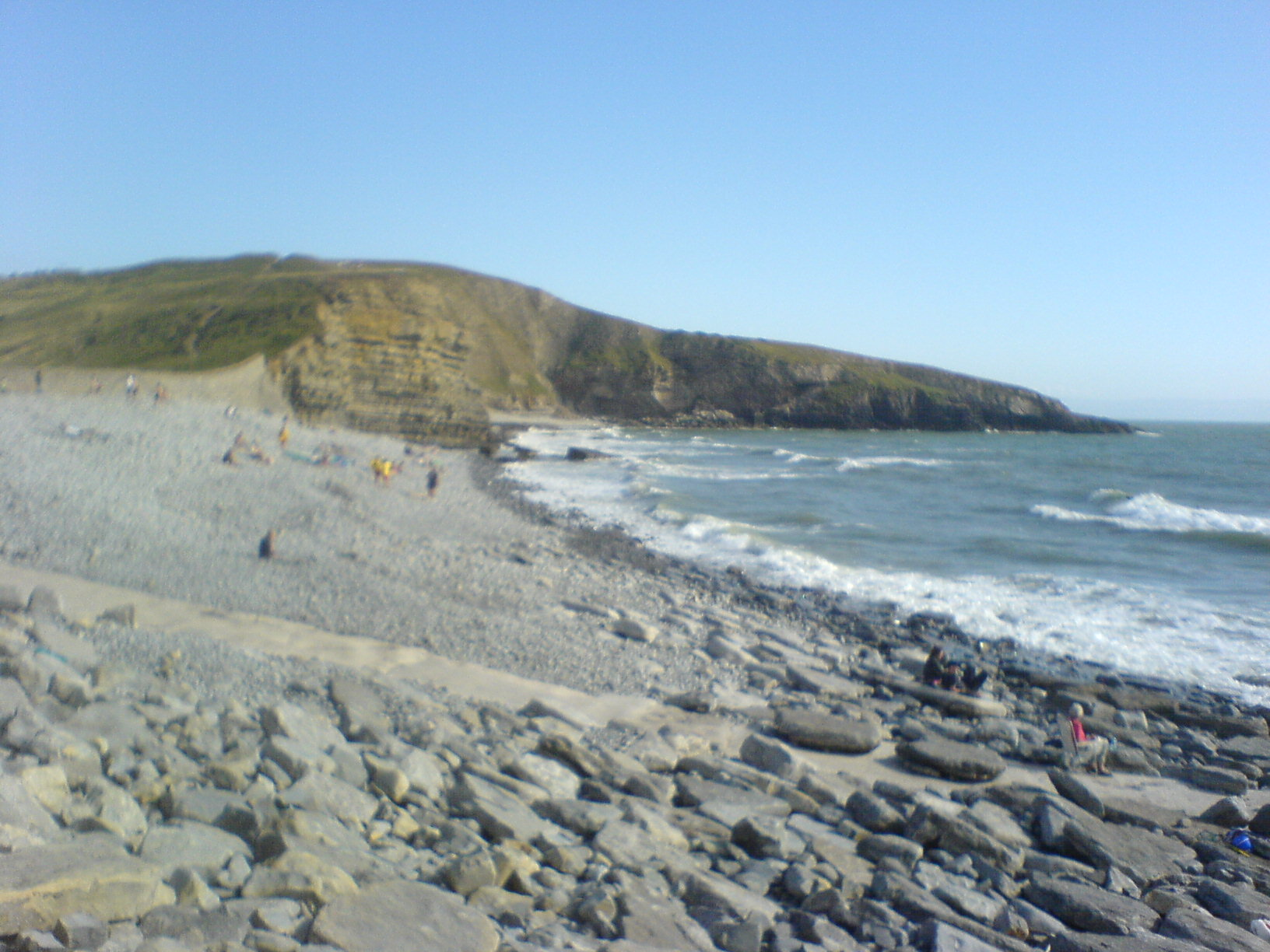
La platja de Southerndown a la costa del Bristol Channel

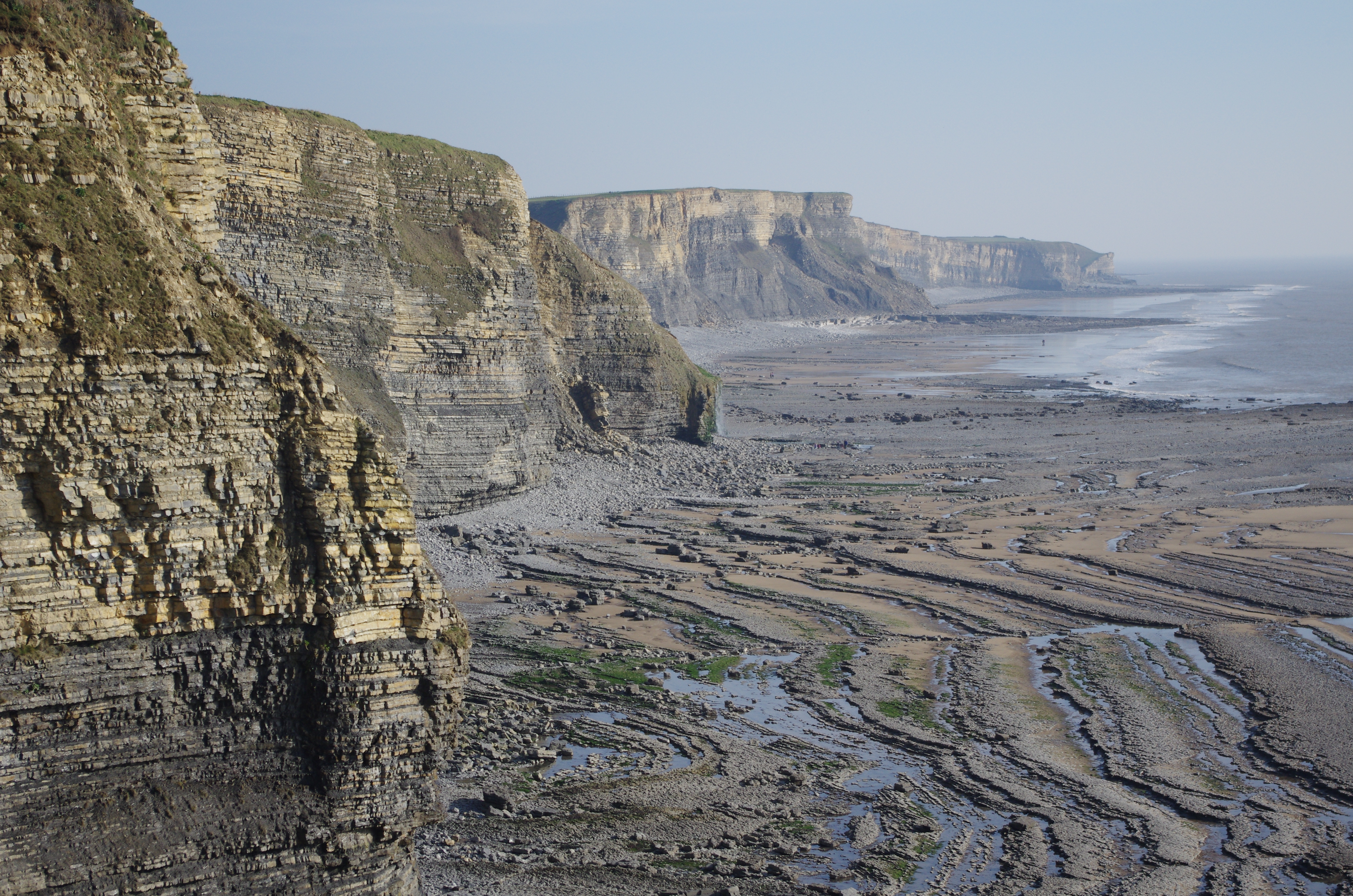
Penya-segats al Glamorgan Heritage Coast al sud de Dunraven Park.

Southerndown és una població (village) del Sud de Gal·les al sud-oest de Bridgend, en la comunitat St Brides Major (Saint-y-brid), prop de Llantwit Major i Ogmore-by-Sea. És principalment coneguda per la seva platja (amb el nom oficial de Dunraven bay), la qual és una destinació turística popular. Els seus penya-segats (cliffs) són un exemple clar de roca sedimentària.
La seva platja ha aparegut de vegades en produccions televisives com Doctor Who: com Bad Wolf Bay en "Doomsday" i "Journey's End" i com la superfície d'un planeta extraterrestre a "The Time of Angels" i "Flesh and Stone" entre d'altres.